# Glorious: The Singles 1997-2007
Albums de Natalie Imbruglia
Counting Down the Days
(2005)
Glorious: The Singles 1997-2007 est le premier best-of de la chanteuse australienne Natalie Imbruglia qui résume ses 10 ans de carrière depuis son premier tube Torn. Il paraît le 10 septembre 2007.
Il intègre 9 singles mais également son dernier single Glorious sorti le 27 août 2007, ainsi que 4 titres inédits de son futur album.
Cet album est vendu sous sa forme simple (1 CD), mais également comportant un DVD bonus regroupant ses clips musicaux (1 CD + 1 DVD) par ordre chronologique.

## Playlist
(le CD)
- 1. Glorious
- 2. Counting Down the Days
- 3. Torn
- 4. Wrong Impression
- 5. Smoke
- 6. Shiver
- 7. Wishing I Was There
- 8. That Day
- 9. Big Mistake
- 10. Beauty On The Fire
- 11. Be With You (inédit)
- 12. Amelia (inédit)
- 13. Against The Wall (inédit)
- 14. Stuck On The Moon (inédit)

(le DVD des clips)
- 1 Torn
- 2 Big Mistake
- 3 Wishing I Was There'
- 4 Wishing I Was There (version américaine)
- 5 Smoke
- 6 That Day
- 7 Wrong Impression
- 8 Beauty On The Fire
- 9 Shiver'
- 10 Counting Down the Days
- 11 Glorious

## Singles
- Glorious (27 août 2007)